# Епархия Лишуя
 Епархия Лишуй  (лат. Dioecesis Liscioeivensis) — епархия Римско-Католической церкви с центром в городе Лишуй, Китай. Епархия Лишуй входит в Архиепархия Ханчжоумитрополию Ханчжоу.

## История
2 июля 1931 года Римский папа Пий XI издал бреве «Ut ea praestemus», которым образовал апостольскую префектуру Чучжоу, выделив её из апостольского викариата Нинбо (сегодня — Епархия Нинбо). 18 мая 1937 года апостольская префектура Чучжоу была преобразована в апостольский викариат Лишуй.
13 мая 1948 года Римский папа Пий XII издал буллу «Apostolicam in Sinis», которой преобразовал апостольский викариат Лишуй в епархию.

## Ординарии епархии
- епископ Гульельмо Макграт (4.03.1932 — 1941)
- епископ Кеннет Родерик Тернер (13.05.1948 — 31.10.1983)
  - Sede vacante (с 31.10.1983 — по настоящее время)

## Источник
- Annuario Pontificio, Libreria Editrice Vaticana, Città del Vaticano, 2003, ISBN 88-209-7422-3
- Бреве Ut ea praestemus, AAS 23 (1931), стр. 404  (лат.)
- Булла Apostolicam in Sinis, AAS 40 (1948), стр. 483  (лат.)